# Mosche Feiglin

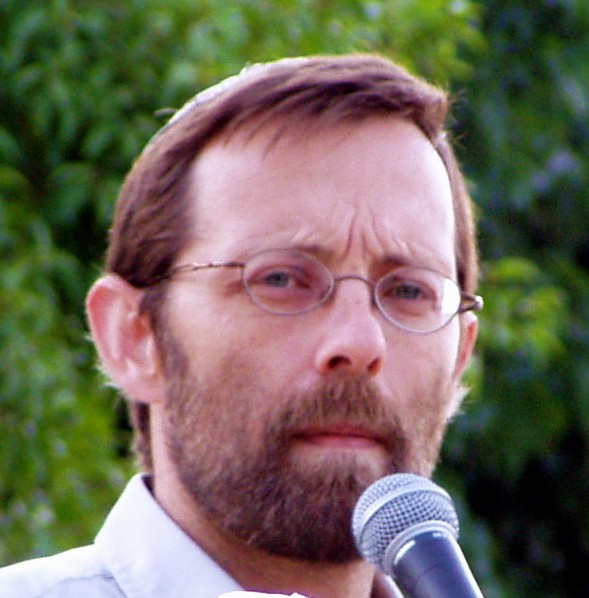
Mosche Feiglin (2003)

Mosche Zalman Feiglin (hebräisch משה פייגלין‎; * 31. Juli 1962 in Haifa) ist ein israelischer Politiker. Er war als Abgeordneter des Likud stellvertretender Sprecher der 19. Knesset. Feiglin war einer der zentralen Akteure der Proteste gegen die Oslo-Friedensabkommen; 1993 gründete er zusammen mit Schmuel Sackett die Bewegung So Arzenu (hebräisch זו ארצנו‎; „Dies [ist] unser Land“). Im März 2015 gründete er die Partei Zehut.

## Biografie
Die Feiglins wanderten im Rahmen der 1. Alija aus dem Russischen Kaiserreich nach Palästina ein. Sie gründeten zionistische Siedlungen im Norden: Mishmar Hayarden, Chadera, Kinneret. Feiglins Großvater Abraham war das erste jüdische Kind, das in Metullah geboren wurde.
Mosche Feiglin wuchs in den 1960er Jahren in Rehovot auf. Nach seinem vierjährigen Militärdienst, bei dem er bei den Pionieren diente und dort rasch zum Offizier befördert wurde, war er zunächst als Geschäftsmann aktiv und gründete eine Fenster-Reinigungsfirma für Hochhäuser sowie anschließend ein IT-Start-Up, dass sich mit Sicherheitsanlagen beschäftigte. Er zog in die Siedlung Karnei Shomron im Westjordanland mit seiner aus den USA stammenden Ehefrau Tzipi. Feiglin hat fünf Kinder und neun Enkelkinder.

## Politische Laufbahn

### Protest gegen den Oslo-Friedensprozess
Feiglin gehörte 1993 zu den Gründern der Protestbewegung So Arzenu, die sich gegen den Oslo-Friedensprozess und die Regierung von Ministerpräsident Jitzchak Rabin wandte. Die Bewegung setzte auf Blockaden von Straßenkreuzungen und andere Formen des zivilen Ungehorsams als Protestform. Auf Grund von Aktivitäten im Rahmen dieser Bewegung wurde er 1997 zu sechs Monaten Haft wegen Aufwiegelung zum Aufruhr verurteilt, die Strafe wurde allerdings später in eine gemeinnützige Arbeit umgewandelt.

### Feiglin im Likud
Feiglin führte die Manhigut-Jehudit-Faktion innerhalb des Likud, die sich für „authentische jüdische Werte“ und eine engere Anlehnung an das orthodoxe Judentum einsetzt.
Im Dezember 2005 kandidierte Feiglin als einer von sieben Kandidaten für den Likud-Vorsitz und erreichte 12,5 % der Stimmen. Er errang damit nach Benjamin Netanjahu und Silvan Shalom den dritten Platz. Bei der gleichen Wahl kandidierte er für die Nominierung auf einen Listenplatz für die Knessetwahlen, traf aber auf entschiedene Ablehnung von Netanjahu, der die Nominierungsabstimmungen für die Knessetwahlliste verschieben ließ und Änderungen an der Parteisatzung durchsetzte, um zu verhindern, „dass jemand als Likud-Kandidat aufgestellt werden kann, der eine mehr als dreimonatige Gefängnisstrafe erhalten hat“. Dies hätte Feiglin, der in den 1990er Jahren wegen zivilen Ungehorsams verurteilt wurde, von der Knesset-Kandidaten-Nominierung oder jeder anderen Kandidatur für Likud-Führungspositionen ausgeschlossen. Feiglin zog seine Knesset-Kandidatur daraufhin am 3. Januar 2006 zurück und folgte damit einer Erklärung des Likud-Wahlvorstands, wonach im Einklang mit früheren Entscheidungen des höchsten israelischen Gerichts Feiglins Verurteilung nicht für „unehrenhafte“ Gesetzesverletzungen erfolgte, wodurch ihm spätere Kandidaturen für Likud-Parteiämter oder -listenplätze weiter offenstünden.
Tatsächlich kandidierte Feiglin erneut bei den parteiinternen Vorwahlen für den Parteivorsitz am 14. August 2007 und verdoppelte dabei nahezu sein vorheriges Ergebnis, indem er 23,4 Prozent gegenüber 72,8 Prozent für Benjamin Netanjahu erreichte. Netanjahu fürchtete ein starkes Ergebnis für Feiglin und versuchte, ihn vor den Vorwahlen aus der Partei auszuschließen. Netanjahu erklärte, dass er dies auch weiterhin versuchen werde.
Bei der parteiinternen Wahl zur Nominierung der Likud-Kandidaten am 8. Dezember 2008 für die Knesset-Wahlen im Februar 2009 erreichte Feiglin Listenplatz 20. Er wurde allerdings später auf den 36. Listenplatz degradiert. Da der Likud nur 27 Knesset-Sitze erhielt, gelang es Feiglin nicht, ins Parlament einzuziehen.
Feiglin kandidierte im Januar 2012 erneut gegen Benjamin Netanjahu für den Vorsitz des Likuds; er erhielt wieder 23 % der Stimmen.
Bei der Knesset-Wahl 2013 gelang Feiglin auf Listenplatz 13 der Einzug in die Knesset. Er wurde zum stellvertretenden Sprecher der 19. Knesset gewählt.
Nachdem er im Vorfeld der Knesset-Wahl 2015 erneut nur auf dem 36. Listenplatz platziert wurde, verließ er im Januar 2015 den Likud und kündigte die Gründung einer eigenen Partei an.

### Zehut
Feiglin gründete im März 2015 die libertär-nationalistische Partei Zehut. Nachdem diese bei der Parlamentswahl in Israel April 2019 knapp an der 3,25%-Hürde der Knesset gescheitert war, gab es lange Zeit Spekulationen, ob Zehut bei den darauffolgenden Parlamentswahlen in Israel im September 2019 erneut antreten würde, da eine unnötige Stimmenaufteilung im rechten Lager befürchtet wurde. Letztendlich konnte Feiglin mit Ministerpräsident Benjamin Netanjahu eine Übereinkunft abschließen. Zehut zog die eigene Wahlteilnahme zurück, während Feiglin ein Ministeramt in einer potenziellen erneuten Regierung Netanjahus zugesagt wurde.

## Politische Ansichten
Feiglin ist davon überzeugt, dass das Land Israel ausschließlich dem jüdischen Volk gehöre, da es den Juden von Gott gegeben sei, und erkennt die Existenz eines palästinensischen Volkes nicht an. Außerdem sagte er in diesem Zusammenhang, dass die Araber nicht in der Wüste leben würden, sondern diese geschaffen haben. Den Arabern warf er weiterhin vor, sich wie Amalek zu verhalten.
Feiglin macht offen rassistisch Politik, 2004 sagte er in einem Interview: „Man kann einem Affen nicht das Sprechen beibringen und einem Araber nicht die Demokratie lehren. Wir haben es mit einer Kultur der Diebe und Räuber zu tun. Mohammed, ihr Prophet, war ein Räuber, ein Mörder und ein Lügner. Der Araber zerstört alles, was er berührt.“
Araber sollten in Israel niemals Träger von Bürgerrechten, sondern höchstens von Menschenrechten sein. Weiterhin schlug Feiglin vor, Israel sollte die UNO verlassen und den Palästinensern den Zugang zu eigenen Wasserquellen vollständig abschneiden.
Nach diesen und ähnlichen Äußerungen teilte die Innenministerin Großbritanniens, Jacqui Smith, Feiglin im März 2008 mit, dass ihm die Einreise verboten wurde, da er „zu schwerwiegenden Straftaten aufgerufen und Hass geschürt“ habe. Seine Anwesenheit wäre „dem öffentlichen Wohl nicht dienlich“.
Feiglin war der am 12. Februar 2014 auf Deutsch gehaltenen Rede des EU-Parlamentspräsident Martin Schulz in der israelischen Knesset ferngeblieben. Er schrieb dazu auf Facebook: „Ich werde während der Rede abwesend sein, weil es unpassend ist, dass im Parlament des jüdischen Staates eine Rede in der Sprache gehalten wird, in der unsere Eltern in die Eisenbahnwaggons und in die Krematorien gestoßen wurden.“ 
Im Mai 2014 präsentierte Feiglin bei einem Vortrag in Toronto einen „Fünf-Punkte-Plan zur Erlangung der jüdischen Souveränität“: 1. Besetzung von Judäa und Samaria, 2. nur Araber, welche die volle Souveränität Israels anerkennen, dürfen bleiben mit vollen Rechten, außer nationalen und politischen Rechten, 3. Araber sollen auch durch Geldleistungen ermutigt werden auszuwandern, 4. starke Bautätigkeit in Judäa und Samaria, um 5. in einer Kampagne weltweit Juden zum Einwandern nach Israel einzuladen.
Am 24. Juli 2014 schrieb Feiglin auf Facebook: „Ein Haar auf dem Kopf eines israelischen Soldaten ist kostbarer als die ganze Bevölkerung von Gaza, die Hamas gewählt hat […]“
Am 1. August 2014 forderte Feiglin in einem Brief an den israelischen Premierminister Benjamin Netanjahu im Kontext des Gaza-Krieges (2014) die weitgehende Vertreibung der arabischen Bevölkerung aus dem Gazastreifen, die völlige militärische Zerstörung des gesamten Gebietes von Gaza sowie der Hamas und die Umwandlung von Gaza in israelisches Staatsgebiet (Annexion): „Der unmittelbare Feind ist Hamas. (Nicht die Tunnels, nicht die Raketen, sondern Hamas.)“ Sein Plan sieht „die Eroberung des ganzen Gazastreifens sowie die Vernichtung aller Kämpfer und deren Unterstützer“ vor. Darüber hinaus legt er dar, wie „Gaza in Jaffa zu verwandeln“ sei, „eine blühende israelische Stadt mit einer so geringen Zahl feindlicher Zivilisten wie möglich“. Dazu müsse die israelische Armee an der Grenze zum Sinai geeignete Orte für „Zeltlager“ für die Palästinenser finden, „bis entsprechende Bestimmungsorte für die Emigration gefunden“ seien. Palästinenser, die sich dennoch zu einem Verbleib in Gaza entschieden, müssten ihre Loyalität zu Israel erklären und erhielten „eine blaue ID-Karte ähnlich der der Araber Ostjerusalems“. In einem Interview mit CNN verteidigte Feiglin seine Vorschläge: „Das ist ein Krieg zwischen Gut und Böse, zwischen Licht und Finsternis.“
Feiglin nimmt für sich in Anspruch, für „Loyalität zum Gott Israels“ sowie für eine „authentische jüdische Führung“ zu stehen und für „authentische jüdische Werte“ bzw. eine „authentische und freie jüdische Identität“ einzutreten. Außerdem engagiert er sich für „Familienwerte“. Er setzt sich seit Langem dafür ein, Juden freien Zugang zum Tempelberg zu gewähren und die israelische Kontrolle über den Hügel auszuweiten. Er stellt die Legitimität der Waqf, der islamische Behörde, die die heiligen Stätten auf dem Tempelberg verwaltet, in Frage. Darüber hinaus setzte sich Feiglin für die sofortige Errichtung des „Dritten Jerusalemer Tempels“ auf dem Tempelberg als Ersatz für die Al-Aqsa-Moschee und den Felsendom.
Nach dem Kriegsbeginn in Gaza im Oktober 2023 forderte Feiglin mehrfach die vollständige Zerstörung Gazas, eine Zerstörung wie in Dresden und Hiroshima. In einer der ersten rechtsgerichteten politischen Kundgebungen nach dem Kriegsbeginn erklärte er: „Für uns ist der Krieg in Gaza nicht nur ein Verteidigungskrieg. Es ist ein Befreiungskrieg, die Befreiung des Landes von seinen Besatzern“ und plädierte dafür, die palästinensische Bevölkerung des Gazastreifens durch Juden zu ersetzen.
Am 16. Juni 2024 zitierte Feiglin Adolf Hitler während einer Podiumsdiskussion des israelischen Nachrichtensenders N12 News in affirmativer Weise, als er für die ethnische Säuberung der Palästinenser aus Gaza plädierte. Feiglin sagte: „So wie Hitler sagte: ‚Ich kann nicht leben, wenn ein Jude übrig bleibt‘, so können wir hier nicht leben, wenn ein ‚Islamo-Nazi‘ in Gaza bleibt“.
Am 21. Mai 2025, nach dem Beginn der Operation „Gideon's Chariot“ (dt. Gideons Streitwagen), sagte Feiglin in einem Interview mit dem israelischen Fernsehsender Kanal 14: „Der Feind ist nicht die Hamas, auch nicht der militärische Flügel der Hamas. Jedes Kind, jedes Baby in Gaza ist ein Feind.“ Er forderte die vollständige Besetzung und Kolonisierung des Gazastreifens und erklärte: „Wir müssen den Gazastreifen erobern und besiedeln, und kein einziges Kind aus dem Gazastreifen sollte dort bleiben. Es gibt keinen anderen Weg zum Sieg.“ Feiglin tätigte diese Aussage, nachdem Yair Golan, ehemaliger Stabschef der israelischen Streitkräfte und Vorsitzender der neu gegründeten politischen Partei „Die Demokraten“, Israels Regierung vorgeworfen hatte, „Babys als Hobby zu töten“.